# Кунаева, Анна Сергеевна
А́нна Серге́евна Куна́ева (9 апреля 1985, деревня Митино, Глазовский район, Удмуртская АССР) — российская биатлонистка, трёхкратная чемпионка Всемирной Универсиады 2009 года. Мастер спорта России международного класса. Член сборной России. Завершила спортивную карьеру.

## Спортивные достижения

### Кубок IBU
- сезон 2008—2009 — 24 место (160 очков)
- сезон 2009—2010 — 11 место (270 очков)

### Кубок мира
- сезон 2007—2008 — 72 место (7 очков)

### Российские старты
В сезоне 2012/2013 на турнире Ижевская винтовка победила в спринте.
Тренеры — Кунаева Валентина Леонидовна, Русских Александр Анатольевич, Журавлёв Валерий Спиридонович, Ткаченко Михаил Владимирович.

## Экипировка
- Марка винтовки — БИ 7-2
- Марка лыж — Madshus (185)

## Награды и звания
- Мастер спорта России международного класса[2]